# Ian Roberts (attore)
Ian Michael Roberts (New York, 29 luglio 1965) è un attore, comico e sceneggiatore statunitense.
È un membro fondatore della nota compagnia di improvvisazione e sketch comici Upright Citizens Brigade.

## Biografia
Roberts è nato nel Queens, a New York, dai genitori Don e Penny Roberts, tuttavia ha trascorso gran parte della sua infanzia a Secaucus, nel New Jersey, dove si è trasferito con la sua famiglia all'età di quattro anni. Nel 1987 si è laureato al Grinnell College in Iowa, dove si è specializzato in teatro. Si è trasferito successivamente a Milwaukee e infine a Chicago dove è stato coinvolto in commedia improvvisata, studiando con il comico Del Close.
All'inizio degli anni '90, Roberts e Matt Besser (insieme ad altri comici di improvvisazione di Chicago) formarono la compagnia di sketch comici Upright Citizens Brigade. Successivamente Amy Poehler e Matt Walsh si unirono a loro, formando il quartetto della UCB che creò l'omonima serie di Comedy Central e aprì l'affiliato Upright Citizens Brigade Theatre a New York e Los Angeles.
Roberts ha scritto e interpretato il film a tiratura limitata Martin & Orloff e ha avuto ruoli secondari in film come Anchorman - La leggenda di Ron Burgundy, Ragazze nel pallone, Ricky Bobby - La storia di un uomo che sapeva contare fino a uno, Drillbit Taylor - Bodyguard in saldo, Reno 911!: Miami e Semi-Pro. Nella serie televisiva Upright Citizens Brigade di Comedy Central, ha spesso interpretato l'agente Antoine della UCB e ha interpretato altri personaggi come Steve Youngblood e l'astronauta Mike Birchwood. Roberts, insieme agli altri suoi colleghi della UCB, è apparso per diversi anni in segmenti di sketch comedy del Late Night with Conan O'Brien. Ha avuto inoltre un ruolo ricorrente nella sitcom Arrested Development - Ti presento i miei nei panni del Dr. Fishman ed è tornato per diversi episodi nel revival del 2013 di Netflix dalla quarta stagione. Intorno al 2002, ha prestato la voce nella serie animata Home Movies di Adult Swim. Roberts è stata una delle aggiunte al cast di Reno 911! durante la sua ultima stagione, nei panni del sergente Jack Declan. Nel 2010 ha recitato con Matt Walsh nella serie comica improvvisata Players di Spike TV, creata da Walsh, dove interpretava dei fratelli che gestivano un bar sportivo. Roberts e Walsh hanno anche diretto diversi episodi. Nel settembre 2010, Roberts è apparso con Conan O'Brien in spot pubblicitari che promuovevano il nuovo talk show di O'Brien della TBS. Roberts ha interpretato il capitano del "Conan Blimp", con O'Brien come passeggero. Roberts ha scritto diverse sceneggiature con il partner di lavoro Jay Martel, una delle quali è stata recentemente venduta alla DreamWorks. Hanno scritto la sceneggiatura del film Duri si diventa con Will Ferrell e Kevin Hart. Sono stati anche showrunner di tutte e cinque le stagioni della serie di sketch Key & Peele di Comedy Central. Attualmente sono produttori esecutivi e showrunner della serie Teachers di TV Land.

## Doppiatori italiani
- Alberto Bognanni in Reno 911!, Reno 911! - Alla ricerca di QAnon
- Roberto Draghetti in Ricky Bobby - La storia di un uomo che sapeva contare fino a uno
- Diego Baldoin in Workaholics
- Stefano Albertini in Community
- Gianluca Machelli in La concessionaria più pazza d'America
- Edoardo Siravo in Scherzi della natura
- Ambrogio Colombo in Una notte in giallo